# Ка де Бонавољи (Кремона)
Ка де Бонавољи је насеље у Италији у округу Кремона, региону Ломбардија.
Према процени из 2011. у насељу је живело 70 становника. Насеље се налази на надморској висини од 32 м.